# Filipa de Chantemilan
Filipa de Chantemilan (ur. 1412 w Changy, zm. 15 października 1451 w Vienne) – francuska dziewica, uznawana przez wiernych Kościoła rzymskokatolickiego za błogosławioną.
Urodziła się jako córka Jana de Chantemilana i Joanny de Vernay. Ojciec zmarł wkrótce po narodzinach córki, matka w 15 lat później, zapewniając wcześniej córce staranne wychowanie. W wieku 20 lat Filipa, wraz z siostrą i bratem, udała się z do Vienne w Dolinie Rodanu. Tam trafiła na kierownika duchowego i złożyła śluby dziewictwa. Pielgrzymowała do sanktuariów we Francji. Swoje życie poświęciła chorym, biednym i uwięzionym. W 1450, z okazji Roku Jubileuszowego, z kolejną pielgrzymką udała się do Rzymu.
W 1451 w Vienne wybuchła epidemia i Filipa stała się jedną z jej pierwszych ofiar. Została pochowana przy katedrze św. Maurycego na małym dziedzińcu przed drzwiami kaplicy Matki Bożej.
Wkrótce po śmierci, Filipa została otoczona czcią przez wiernych. Jej kult zaaprobowały miejscowe władze kościelne, nigdy jednak nie zostały potwierdzone przez Stolicę Apostolską.
Wspominana jest w dies natalis (15 października).